# Верх-Тіса
Верх-Тіса́ (рос. Верх-Тиса) — присілок у складі Ачитського міського округу Свердловської області.
Населення — 247 осіб (2010, 338 у 2002).
Національний склад станом на 2002 рік: росіяни — 98 %.
Стара назва — Верхня Тіса.